# 鄭

鄭（Zheng）の位置

鄭（てい、紀元前806年 - 紀元前375年）は、中国の西周時代から春秋戦国時代まで存在した国。姓は姫、爵位は伯爵。現在の中華人民共和国河南省に位置した。
周の宣王の同母弟、姫友（桓公）が鄭（現在の陝西省渭南市華州区）に封じられたことに始まる。幽王の時、桓公は西周滅亡の混乱を避け、国民とともに東虢（とうかく）と鄶（かい）の間に遷った。
次の武公は即位すると、まず東虢と鄶を攻め滅ぼし、都を新鄭に定めた。武公・荘公は東周の平王の卿士となり周の再建をたすけた。しかし荘公はやがて周朝と反目するようになり、親征してきた周王直率の連合軍を大破した。荘公には即位時からの謀臣として祭仲という賢臣がいたが、荘公の子である厲公は祭仲と対立し、暗殺しようとしたが事前に露見し、君主の座から逃げ出して副首都に逃げた。厲公は祭仲がいなくなった後、復位した。
その頃、斉の桓公が東方の覇者となり、その会盟に参加したものの、むやみやたらと強い自尊心の為に会盟から脱退していた。その後、周の恵王が即位した際に再度卿士として政権の中枢へ返り咲いた。その後も鄭は王族である自尊心が強くみられ、それにより晋の文公（この時は重耳と名乗っていた）が諸国放浪中に鄭国内に立ち寄った際にも、厲公の子である文公は「流浪中の老人」と重耳を揶揄して粗略な扱いをしたために重耳から睨まれ、重耳が晋君に即位した後に攻撃されることとなった。
以降、晋と楚の二大勢力の狭間で、晋に属しながらも楚に表向きには従う、という、いわゆる「面従腹背」を繰り返し、それを嫌った楚の荘王による討伐軍を受けることになり、いわゆる邲の戦いへと発展することになった。このように春秋時代初期は強国であったが、小国であるが故に晋と楚との二大勢力による争いに巻き込まれ、徐々に衰退・没落した。それでも、名宰相として有名な子産が、土地制度・軍制・税制・法制を改革して国力を整理・増強し、外交にも手腕を振るったことで一時は荘公以来の全盛期となった。しかしそれも子産の死後は再び振るわなくなった。
紀元前375年、韓に滅ぼされた。これについては鄭攻略も参照。

## 歴代君主
1. 桓公（友）（紀元前806年 - 紀元前771年）
2. 武公（掘突）（紀元前771年 - 紀元前744年）
3. 荘公（寤生）（紀元前744年 - 紀元前701年）
4. 昭公（忽）（紀元前701年）
5. 厲公（突）（紀元前701年 - 紀元前697年）
6. 昭公（忽）（紀元前697年 - 紀元前695年）※復位
7. 子亹（亹）（紀元前695年 - 紀元前694年）
8. 鄭子（嬰）（紀元前694年 - 紀元前680年）
9. 厲公（突）（紀元前680年 - 紀元前673年）※復位
10. 文公（踕）（紀元前673年 - 紀元前628年）
11. 穆公（蘭）（紀元前628年 - 紀元前606年）
12. 霊公（夷）（紀元前606年 - 紀元前605年）
13. 襄公（堅）（紀元前605年 - 紀元前587年）
14. 悼公（沸）（紀元前587年 - 紀元前585年）
15. 成公（睔）（紀元前585年 - 紀元前571年）
16. 釐公（髠頑、惲）（紀元前571年 - 紀元前566年）
17. 簡公（嘉）（紀元前566年 - 紀元前530年）
18. 定公（寧）（紀元前530年 - 紀元前514年）
19. 献公（蠆）（紀元前514年 - 紀元前501年）
20. 声公（勝）（紀元前501年 - 紀元前463年）
21. 哀公（易）（紀元前463年 - 紀元前455年）
22. 共公（丑）（紀元前455年 - 紀元前424年）
23. 幽公（已）（紀元前424年 - 紀元前423年）
24. 繻公（駘）（紀元前423年 - 紀元前396年）
25. 康公（乙）（紀元前396年 - 紀元前375年）

## 鄭声
孔子が『論語』において、鄭の楽曲は淫らなものが多いと批判していた。俗な曲やあまり高尚ではない楽曲を鄭声というのもここから来ている。『詩経』において、鄭の曲が収録されているが、淫らかどうかは微妙であるが男女の愛情をストレートに歌い上げているのが特徴である。